# Konrad Materna
Konrad Materna (ur. 1 stycznia 1962 w Rzeszowie) – polski pieśniarz i kontestator lat 80., reżyser i lalkarz, poeta, scenarzysta, kompozytor i aranżer, pedagog.

## Życiorys
Uczęszczał do klasy wokalnej średniej szkoły muzycznej w Krakowie, skąd został usunięty w stanie wojennym za uczestnictwo w Ruchu Odnowy Szkół Średnich. W związku z działalnością polityczną w latach 80. był kilkakrotnie aresztowany. Przetrzymywany w aresztach w Białymstoku, Kielcach, Barczewie i Warszawie. 31 sierpnia 1982 w Warszawie został zatrzymany za udział w manifestacji pod kościołem św. Anny na Starym Mieście i przewieziony do komisariatu MO przy ul. Wilczej, skąd uciekł tego samego dnia, wykorzystując nieuwagę pilnującego go funkcjonariusza.
Od 1982 roku był adeptem w teatrach lalkowych w Rzeszowie i Kielcach, po czym w 1985 w Białymstoku zdał egzamin aktorski (eksternistyczny).
W tym samym roku został nagrodzony I miejscem na festiwalu OPPA Warszawie, a rok później wygrał w Krakowie Studencki Festiwal Piosenki oraz wyróżniono go nagrodą na Festiwalu Piosenki Polskiej w Opolu. Dyptyk „Rozkaz” w jego wykonaniu został zakazany przez cenzurę polityczną w dniu konkursu opolskiego, co zmusiło wykonawcę do zmiany repertuaru na godzinę przed występem konkursowym. Konrad Materna został też laureatem Biesiady Teatralnej w Horyńcu, 2-krotnie Spotkań Zamkowych „Śpiewajmy Poezję” w Olsztynie i festiwalu FAMA w Świnoujściu. W latach 1985–1986 występował w programie kabaretu Piwnica pod Baranami.
Od 1986 roku twórczość poety i barda łączył z działalnością scenarzysty i reżysera widowisk teatralnych i estradowych oraz rolą impresaria i pedagoga na rzecz innych wykonawców muzycznych. W jego realizacji można było zobaczyć m.in. widowisko „Za życia marionetek” (1987), koncert „Śpiewnik domowy” (1988) i recital Niny Stiller „W jej oczach” (2000). W 2002 roku widowisku „I Bóg zaśpiewał...” na podstawie jego scenariusza nadano status koncertu inauguracyjnego Festiwalu Dialogu Czterech Kultur w Łodzi. W latach 1986–1987 był dyrektorem warsztatów wokalnych w Łazach. W 1988 roku został kierownikiem muzycznym Teatru Dramatycznego im. W. Siemaszkowej w Rzeszowie. W drugiej połowie lat 80. był ekspertem w warsztatach piosenki autorskiej Janusza Deblessema, emitowanych w Programie III Polskiego Radia. Jest założycielem zawodowego zespołu teatralnego Teatr Podmiejski i opiekunem grupy poetyckiej Herbatka Literacka.
Od 2015 roku prowadził zespół wokalny KOD-Kapela występujący podczas wydarzeń Komitetu Obrony Demokracji, sam nie będąc członkiem stowarzyszenia. W efekcie ujawnienia ciążących na nim zarzutów, Zarząd Główny KOD wezwał go do zaprzestania uczestnictwa w działaniach stowarzyszenia do czasu prawomocnego wyroku sądowego. Materna nie podporządkował się wezwaniu.

## Oskarżenia o handel ludźmi
W sierpniu 2011 roku rozpoczął się proces Materny, któremu wraz z 14 osobami prokuratura postawiła zarzuty handlu kobietami, czerpania z tego korzyści majątkowych i udziału w zorganizowanej grupie przestępczej, którą w latach 2004–2006 kierować miał Konrad Materna. Proces toczył się 6 lat z wyłączeniem jawności, choć obrońcy Materny wnosili, by dopuścić jawność w czasie składania przez niego zeznań. 13 czerwca 2017 krakowski Sąd Okręgowy skazał Maternę na 6 lat i 6 miesięcy pozbawienia wolności uznając jego udział w procederze handlu co najmniej 93 kobiet do prostytucji. Materna nie przyznał się do winy i nie stawił się na ogłoszeniu wyroku. Prokuratura regionalna w Krakowie, uznając zasądzone kary za rażąco niskie, złożyła apelację od wyroku. W lutym 2019 r., prawomocnym wyrokiem, Sąd Apelacyjny w Krakowie uniewinnił Maternę z zarzutu udziału w zorganizowanej grupie przestępczej. Zmniejszył również karę pozbawienia wolności do 4 lat i 6 miesięcy. 21 grudnia 2021 r. na posiedzeniu jawnym Sąd Najwyższy uwzględnił wnioski m.in. obrońców Materny i skasował wyrok wydany w 2019 r. przez Sąd Apelacyjny w Krakowie, zwracając sprawę do ponownego rozpatrzenia. Jednocześnie odrzucony został wniosek kasacyjny prokuratury jako „całkowicie bezzasadny”. Z zasądzonych 4 lat i 6 miesięcy, trzy i pół roku spędził w więzieniu. Nigdy nie przyznał się do winy i od początku wnioskował o jawność procesową.